# Holden Special Vehicles

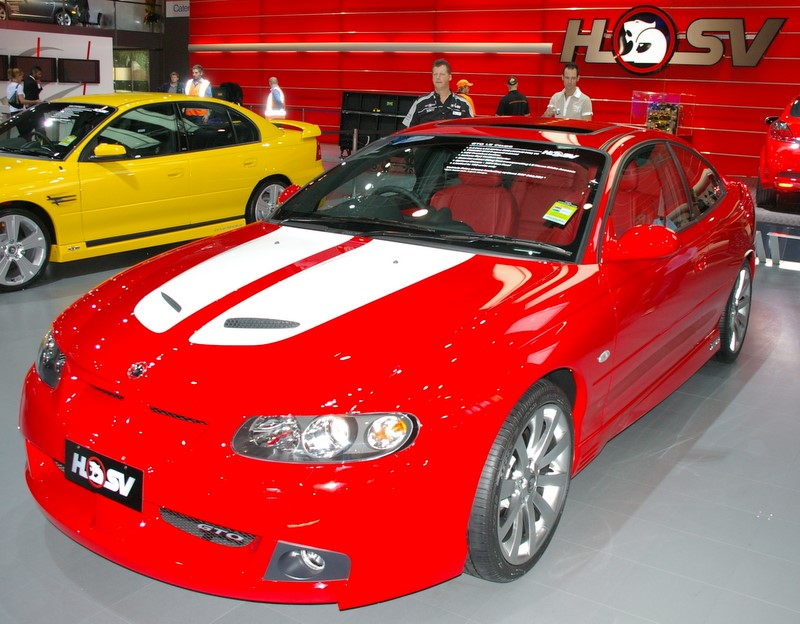
Model 2006 GTO Coupé

Holden Special Vehicles zwana w skrócie HSV – australijska spółka utworzona przez przedsiębiorstwa Holden (25% udziałów) i TWR, czyli Tom Walkinshaw Racing (75% udziałów). Zajmowała się oficjalnym, przyfabrycznym tuningiem samochodów Holden Commodore, Ute, Statesman i Monaro. Poza Australią, sprzedawane były w Nowej Zelandii i Wielkiej Brytanii.

## Modele HSV
- HSV GTO Coupé
- HSV Clubsport
- HSV Grange
- HSV Maloo
- HSV Senator
- HSV W427